# Dolmen de Rouffignac
Le dolmen de Rouffignac est un dolmen situé à Javerdat, dans le département de la Haute-Vienne en France.

## Historique
Le dolmen a été fouillé et restauré à la fin des années 1960. Il est inscrit au titre des monuments historiques le 15 avril 1987.

## Description
Le dolmen a été édifié à proximité du ruisseau de la Chauvie. Il comporte trois orthostates, deux soutenaient encore la table lors de la fouille, le troisième étant brisé et couché à l’intérieur du dolmen. La table de couverture de forme trapézoïdale mesure 1,96 m (petite base), sur 2,50 m  (grande base) et 2,30 m (hauteur)  pour une épaisseur maximum de 0,50 m. Elle comporte neuf cupules et une cuvette plus grande probablement d'origine naturelle. Des traces de tentative de débitage dessinent une ligne dans le sens de la hauteur du trapèze. Compte tenu de l'état de ruine du dolmen avant sa fouille, la forme de la chambre n'est pas certaine (trapèze ? rectangle ?), elle pourrait avoir mesuré 2,10 m de longueur sur 1,10 m de largeur, avec une orientation ouest-sud-ouest/est-nord-est probable. Toutes les dalles sont en migmatite.

## Matériel archéologique
La couche archéologique était comprise entre deux lits d'un dallage régulier constituées de blocs de petite taille (couche supérieure) ou plus gros et plus irréguliers (couche inférieure au contact du sol). Elle a livré des débris d'ossements humains en mauvais état, des tessons de céramique à gros dégraissant quartzeux, des armatures de flèches à pédoncule et aileron, une lame en silex brisée et une perle en stéatite. Une petite fosse renfermait des débris de calotte crânienne et des tessons de poterie. L'ensemble a été attribué à l'Artenacien.

## Folklore
Selon une légende, trois jeunes filles atteintes de la peste se réfugièrent sous le dolmen mais elles contaminèrent la population de Rouffignac et des alentours qui fut pratiquement décimée par la maladie. Un jeune homme les tua en faisant s'écrouler sur elles la table de couverture du dolmen.